# توماس إدوارد كيني
توماس إدوارد كيني هو تاجر وسياسي كندي، ولد في 12 أكتوبر 1833 في كندا، وتوفي في 25 أكتوبر 1908 في هاليفاكس في كندا. حزبياً، نشط في حزب كندا المحافظ. وقد انتخب عضو مجلس العموم الكندي عن دائرة هاليفاكس ‏ (22 فبراير 1887 – 22 يونيو 1896).